# Kaal doflijfje
Het kaal doflijfje (Melanogaster nuda) is een vliegensoort uit de familie van de zweefvliegen (Syrphidae). De wetenschappelijke naam van de soort is voor het eerst geldig gepubliceerd in 1829 door Macquart.